# تروور مانینگ
تروور مانینگ (انگلیسی: Trevor Manning؛ زادهٔ ۱۹ دسامبر ۱۹۴۵) بازیکن هاکی روی چمن اهل نیوزیلند بود.